# Dionisio Gustavo
Né le 18 janvier 1983, Dionisio Gustavo est un karatéka dominicain connu pour avoir remporté la médaille d'or en kumite individuel masculin moins de 75 kilos aux Jeux Panaméricains 2007 à Rio de Janeiro, au Brésil.

## Résultats
| Résultat      | Date            | Épreuve                   | Catégorie | Compétition             | Ville hôte                |
| ------------- | --------------- | ------------------------- | --------- | ----------------------- | ------------------------- |
| Médaille d'or | 26 juillet 2007 | Kumite individuel - 75 kg | Seniors   | Jeux panaméricains 2007 | Rio de Janeiro, au Brésil |